# Liste des églises médiévales de Finlande
Cet article répertorie les Églises médiévales en pierre de Finlande.

## Présentation
Du point de vue de la construction d'églises, le Moyen Âge finlandais couvre approximativement la période de 1200 à environ 1560.
Ses sous-périodes comprennent le haut Moyen Âge d'environ 1200 à 1300, le Moyen Âge central  d'environ 1300 à 1400 et le Moyen Âge tardif Âge d'environ 1400 à 1560.

## Liste des églises par région
| Église                               | Image               | Construction               | Réf.       |
| Ahvenanmaa                           | Ahvenanmaa          | Ahvenanmaa                 | Ahvenanmaa |
| ------------------------------------ | ------------------- | -------------------------- | ---------- |
| Église d'Eckerö                      | Eckerön kirkko      | 1380–1420 1270–1290        | ,          |
| Église de Finström                   | Finströmin kirkko   | 1440–1470                  | ,          |
| Église de Föglö                      | Föglön kirkko       | 1500–1520                  | ,          |
| Église de Geta                       | Getan kirkko        | 1510–1540 1435–1455        | ,          |
| Église d'Hammarland                  | Hammarlandin kirkko | XIVe                       | ,          |
| Église de Jomala                     | Jomalan kirkko      | 1275–1285                  | [ 15 ]     |
| Église de Kumlinge                   | Kumlingen kirkko    | 1500–1510 XIVe             | [ 16 ]     |
| Église de Kökar                      | Kökarin kirkko      | 1500–1520                  | ,          |
| Chapelle de Lemböte                  | Lemböten kappeli    | 1500–1530                  | [ 19 ]     |
| Église de Lemland                    | Lemlandin kirkko    | 1290–1310                  | [ 20 ]     |
| Église de Saltvik                    | Saltvikin kirkko    | 1350–1380 1270–1296        | ,          |
| Église de Sund                       | Sundin kirkko       | fin XIIIe–1310 1250–1275   | ,          |
| Église de Vårdö                      | Vårdön kirkko       | 1520–1550 1470–1550        | ,          |
| Häme                                 |                     |                            |            |
| Sacristie d'Akaa                     |                     | ~1510                      | [ 28 ]     |
| Église de la Sainte-Croix de Hattula |                     | 1472–1490                  | ,          |
| Église d'Hauho                       |                     | 1500–1520                  | [ 31 ]     |
| Église médiévale d'Hollola           |                     | 1495–1510                  | [ 32 ]     |
| Église de Janakkala                  |                     | 1510–1520                  | ,          |
| Sacristie de Kalvola                 |                     | 1495–1505                  | [ 34 ]     |
| Église de Lammi                      |                     | années 1510                | [ 35 ]     |
| Sacristie de Padasjoki               |                     | 1520–1560                  | [ 36 ]     |
| Église Saint-Laurent d'Hämeenkoski   |                     | 1510–1560                  | [ 37 ]     |
| Église de Pälkäne                    |                     | 1495–1505                  | [ 38 ]     |
| Église de Renko                      |                     | 1510–1560                  | [ 39 ]     |
| Sacristie de Somero                  |                     | années 1490                | [ 40 ]     |
| Église de Sysmä                      |                     | 1510–1520                  | ,          |
| Église de Sääksmäki                  |                     | 1495–1500                  | [ 42 ]     |
| Église de Tammela                    |                     | 1535–1550                  | [ 43 ]     |
| Église de Tuulos                     |                     | 1510–1540                  | [ 44 ]     |
| Sacristie de Tyrväntö                |                     | début XVIe                 | [ 45 ]     |
| Sacristie d'Urjala                   |                     | 1520–1540                  | [ 46 ]     |
| Église de Vanaja                     |                     | 1495–1510                  | [ 47 ]     |
| Carélie                              |                     |                            |            |
| Église Sainte-Marie d'Hamina         |                     | 1430–1470                  | [ 48 ]     |
| Église dominicaine de Viipuri        |                     | 1480–1490                  | [ 49 ]     |
| Église franciscaine de Viipuri       |                     |                            | [ 50 ]     |
| Sacristie de Virolahti               |                     | 1500–1530                  | [ 51 ]     |
| Ancienne cathédrale de Viipuri       |                     | 1500–1530                  | [ 52 ]     |
| Ostrobotnie                          |                     |                            |            |
| Église d'Alatornio                   |                     | 1496–1513 ou ~1550         | [ 53 ]     |
| Église d'Isokyrö                     |                     | 1513–1533                  | [ 54 ]     |
| Église de Kaarlela                   |                     | 1500–1530                  | [ 55 ]     |
| Ancienne église de Keminmaa          |                     | 1520–1553                  | [ 56 ]     |
| Église Sainte-Marie de Vaasa         |                     | 1500–1520                  | [ 57 ]     |
| Église de Närpiö                     |                     | 1550–1555                  | [ 58 ]     |
| Église de Pedersöre                  |                     | 1510–1520                  | [ 59 ]     |
| Église en bois de Vöyri              |                     | 1519–1522                  | [ 60 ]     |
| Satakunta                            |                     |                            |            |
| Église d'Huittinen                   |                     | ~1500                      | [ 61 ]     |
| Sacristie de Kokemäki                |                     | 1500–1540 ou 1540–1560     | [ 62 ]     |
| Sacristie en pierre de Köyliö        |                     | début XVIe                 | [ 63 ]     |
| Église de Lempäälä                   |                     | 1502–1505                  | ,          |
| Sacristie de Loimaa                  |                     | 1500–1560                  | [ 65 ]     |
| Ancienne église de Messukylä         |                     | 1510–1530                  | [ 66 ]     |
| Chapelle du manoir de Nokia          |                     | 1505–1529                  | [ 67 ]     |
| Église de la Sainte-Croix de Rauma   |                     | 1515–1520                  | [ 68 ]     |
| Église de la Sainte-Trinité de Rauma |                     | 1495–1505                  | [ 69 ]     |
| Église de Sastamala                  |                     | 1497–1505                  | [ 70 ]     |
| Église Saint-Olaf de Tyrvää          |                     | 1506–1516                  | [ 71 ]     |
| Église de Ulvila                     |                     | 1495–1510                  | [ 72 ]     |
| Sacristie de Vesilahti               |                     | 1485–1500                  | [ 73 ]     |
| Savonie                              |                     |                            |            |
| Sacristie en pierre de Savilahti     |                     | 1520–1560                  | [ 74 ]     |
| Uusimaa                              |                     |                            |            |
| Cathédrale d'Espoo                   |                     | 1485–1490                  | ,          |
| Église d'Inkoo                       |                     | 1430–1520                  | [ 76 ]     |
| Église de Karjaa                     |                     | 1465–1470                  | [ 77 ]     |
| Église de Kirkkonummi                |                     | 1400–1490                  | [ 78 ]     |
| Église Saint-Laurent de Lohja        |                     | 1470–1490                  | [ 79 ]     |
| Église de Pernå                      |                     | 1410–1445                  | [ 80 ]     |
| Église de Pohja                      |                     | 1475–1480                  | [ 81 ]     |
| Cathédrale de Porvoo                 |                     | 1414–1450                  | [ 82 ]     |
| Église de Pyhtää                     |                     | 1462                       | [ 83 ]     |
| Ancienne église de Sipoo             |                     | 1450–1454                  | [ 84 ]     |
| Église de Siuntio                    |                     | 1460–1489                  | [ 85 ]     |
| Église de Tenhola                    |                     | 1460–1480                  | [ 86 ]     |
| Église Saint-Laurent de Vantaa       |                     | années 1450                | ,          |
| Église Sainte-Brigitte de Vihti      |                     | 1500–1520                  | [ 90 ]     |
| Finlande-Propre                      |                     |                            |            |
| Église d'Halikko                     |                     | 1460–1475                  | ,          |
| Église Sainte-Catherine de Turku     |                     | années 1440–1450           | [ 92 ]     |
| Église de Kalanti                    |                     | 1430–1450                  | [ 93 ]     |
| Église de Kemiö                      |                     | années 1460                | [ 94 ]     |
| Église de Kisko                      |                     | 1510–1530                  | [ 95 ]     |
| Église de Korpo                      |                     | années 1430–1440-          | [ 96 ]     |
| Église Saint-Michel de Laitila       |                     | 1460–1483                  | [ 97 ]     |
| Église de Lemu                       |                     | 1460–1480                  | [ 98 ]     |
| Église de Lieto                      |                     | années 1470–1480           | [ 99 ]     |
| Église Sainte-Marie de Turku         |                     | années 1440                | [ 100 ]    |
| Sacristie de Marttila                |                     | 1500–1540                  | [ 101 ]    |
| Église de Masku                      |                     | 1490–1510                  | [ 102 ]    |
| Église de Mynämäki                   |                     | 1425–1440                  | [ 103 ]    |
| Église de Naantali                   |                     | années 1480                | ,          |
| Église de Nauvo                      |                     | 1430–1450                  | [ 106 ]    |
| Église de Nousiainen                 |                     | années 1420–1430           | ,          |
| Église de Pargas                     |                     | années 1440 ou années 1450 | [ 110 ]    |
| Église Saint-Laurent de Perniö       |                     | 1460–1480                  | [ 111 ]    |
| Église de Pertteli                   |                     | 1500–1520                  | [ 112 ]    |
| Église de Piikkiö                    |                     | 1500–1560                  | [ 113 ]    |
| Sacristie de Pöytyä                  |                     | 1500–1560                  | [ 114 ]    |
| Église de Raisio                     |                     | 1500–1520                  | ,          |
| Église de Rusko                      |                     | 1510–1530                  | [ 117 ]    |
| Église de Rymättylä                  |                     | années 1510                | ,          |
| Chapelle de Salo                     |                     | 1500–1520                  | [ 120 ]    |
| Église de Sauvo                      |                     | 1460–1472                  | [ 121 ]    |
| Église de Taivassalo                 |                     | 1425–1440                  | [ 122 ]    |
| Église dominicaine de Turku          |                     | 1430-luku                  | [ 123 ]    |
| Église de Koroinen à Turku           |                     | 1266–1286 ou XVe siècle    | [ 124 ]    |
| Cathédrale de Turku                  |                     | fin XIVe ou début XVe      | ,          |
| Église de Vehmaa                     |                     | 1425–1440                  | [ 128 ]    |

## Carte des églises médiévales de Finlande
| Carte des églises médiévales de Finlande                                              |
| Carte interactive des églises médiévales de Finlande (cliquer pour voir les détails). |